# Disclisioprocta rubritincta
Disclisioprocta rubritincta är en fjärilsart som beskrevs av George Francis Hampson 1899. Disclisioprocta rubritincta ingår i släktet Disclisioprocta och familjen mätare. Inga underarter finns listade i Catalogue of Life.